# Alonzo Pérez de Guzmán y de Zuniga - Sotomayor
Don Alonzo Pérez de Guzmán el Bueno, hertog van Medina Sidonia, (10 september 1550 - 1615) is vooral bekend als commandant van de Spaanse Armada, waarmee koning Filips II in 1588 Engeland wilde binnenvallen.

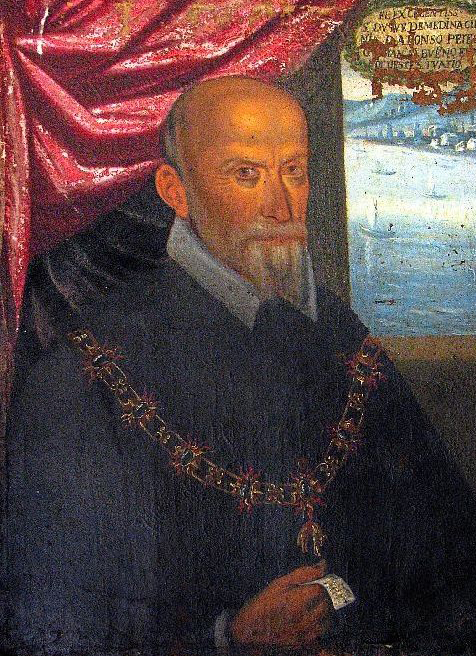
Alonzo Pérez de Guzmán

De aanvankelijke bevelhebber van de Armada, de markies van Santa Cruz, overleed enkele maanden voordat de vloot zou uitvaren op 9 februari 1588. Medina Sidonia, een totaal onervaren vlootcommandant, werd benoemd als zijn opvolger. Aanvankelijk weigerde hij, maar na druk van Filips II stemde hij toe met zijn benoeming.

## Trivia
- In het Suske en Wiskealbum De stierentemmer hoort Tante Sidonia in Spanje dat ze familie van de burgemeester van Servela is. Zijn overgrootvader, hertog Medina Sidonia, stond aan het hoofd van de Armada.
- De hertog van Medina Sidonia wordt in het eerste deel van de Nederlandse historische stripreeks Van Nul tot Nu op blz. 51 voorgesteld als Tante Sidonia.